# اتيليو لومباردو
اتيليو لومباردو (بالإيطالية: Attilio Lombardo)‏ (6 يناير 1966 إيطاليا - ) هو لاعب كرة قدم إيطالي، يلعب كلاعب وسط.

## وصلات خارجية
اتيليو لومباردو على موقع الاتحاد الدولي (مؤرشف)  (الإنجليزية)
- اتيليو لومباردو على موقع الاتحاد الأوربي (الإنجليزية)
- اتيليو لومباردو على موقع اتحاد تركيا (مدرب) (الإنجليزية)
- اتيليو لومباردو على موقع قاعدة بيانات كرة القدم.إي يو (الإنجليزية)
- اتيليو لومباردو على موقع ناشيونال فوتبول تيمز (الإنجليزية)
- اتيليو لومباردو على موقع Soccerway.com (الإنجليزية)
- اتيليو لومباردو على موقع عالم كرة القدم.نت (الإنجليزية)